# Simbabwische Cricket-Nationalmannschaft in Bangladesch in der Saison 2025
Die Tour der simbabwischen Cricket-Nationalmannschaft in Bangladesch in der Saison 2025 fand vom 20. April bis zum 30. April 2025 statt. Die internationale Cricket-Tour war Bestandteil der Internationalen Cricket-Saison 2025 und umfasste zwei Tests. Die Serie endete 1–1 unentschieden.

## Vorgeschichte
Für beide Mannschaften ist es die erste Tour der Saison. Das letzte Aufeinandertreffen der beiden Mannschaften bei einer Tour fand in der Saison 2024 in Bangladesch statt.

## Stadien
Die folgenden Stadien wurde für die Tour vorgesehen und am 8. März 2025 bekanntgegeben
| Stadion                              | Stadt      | Kapazität | Spiele  |
| ------------------------------------ | ---------- | --------- | ------- |
| Zohur Ahmed Chowdhury Stadium        | Chittagong | 22.000    | 2. Test |
| Sylhet International Cricket Stadium | Sylhet     | 18.500    | 1. Test |

## Kaderlisten
Simbabwe benannte seine Kader am 7. April 2025.
Bangladesch benannte seinen Kader am 8. April 2025.
| Test | Test |
| Bangladesch | Simbabwe |
| --- | --- |
| - Najmul Hossain Shanto (K) - Khaled Ahmed - Jaker Ali (wk) - Mahidul Islam Ankon (wk) - Anamul Haque - Nayeem Hasan - Zakir Hasan (wk) - Mominul Haque - Mahmudul Hasan Joy - Mehidy Hasan Miraz - Shadman Islam - Taijul Islam - Tanvir Islam - Hasan Mahmud - Mushfiqur Rahim (wk) - Nahid Rana - Tanzim Hasan Sakib | - Craig Ervine (K) - Brian Bennett - Johnathan Campbell - Ben Curran - Trevor Gwandu - Wesley Madhevere - Wellington Masakadza - Vincent Masekesa - Nyasha Mayavo (wk) - Blessing Muzarabani - Richard Ngarava - Victor Nyauchi - Tafadzwa Tsiga (wk) - Nick Welch - Sean Williams |

## Tests

### Erster Test in Sylhet
| 20. – 24. April Scorecard | Sylhet | Bangladesch 191 (61) & 255 (79.2) | – | Simbabwe 273 (80.2) & 174-7 (50.1) |
|                           |        | Simbabwe gewinnt mit 3 Wickets    |   |                                    |

Bangladesch gewann den Münzwurf und entschied sich als Schlagmannschaft zu beginnen. Für sie bildeten die Eröffnungs-Batter Mahmudul Hasan Joy und Shadman Islam eine Partnerschaft. Islam erreichte 12 und Joy 14 Runs, bevor Mominul Haque und Najmul Hossain Shanto eine weitere Partnerschaft formten. Shanto gelangen 40 Runs, woraufhin Jaker Ali ins Spiel kam. Haque schied nach einem Fifty über 56 Runs aus und nachdem Hasan Mahmud 19 Runs erreichte, verlor Ali sein Wicket nach 28 Runs. Kurz darauf endete das Innings nach 191 Runs. Beste simbabwische Bowler waren Wellington Masakadza mit 3 Wickets für 21 Runs und Blessing Muzarabani mit 3 Wickets für 50 Runs. Für Simbabwe formten Brian Bennett und Ben Curran eine Partnerschaft und beendeten den Tag beim STand von 67/0. Am zweiten Spieltag schied Curran nach 18 Runs aus und Bennett nach einem Fifty über 57 Runs. In der Folge kam Sean Williams aufs Feld und nachdem Wessly Madhevere 24 Runs erzielt hatte, folgte ihm Nyasha Mayavo. Williams gelang ein Fifty über 59 Runs und Mayavo konnte 35 Runs erreichen. Richard Ngarava und Blessing Muzarabani bildeten eine weitere Partnerschaft. Muzarabani schied nach 17 Runs aus und Ngarava hatte 28* Rusn erreicht als das letzte Wicket des Innings fiel und so den Vorsprung auf 82 Runs erhöht. Beste Bowler für Bangladesch waren Mehidy Hasan Miraz mit 5 Wickets für 52 Runs und Nahid Rana mit 3 Wickets für 74 Runs. Für Bangladesch formte in ihrem zweiten Innings der Eröffnungs-Batter Mahmudul Hasan Joy mit dem dritten scdhlagmann Mominul Haque eine Partnerschaft, die den Tag beim Stand von 57/1 beendete. Am dritten Spieltag kam es zunächst zu Regenfällen und auf Grund eines nassen Spielfeldes war das Spielen zunächst nicht möglich. Nach Wiederbeginn verlor Joy sein Wicket nach 33 Runs und wurde gefolgt durch Najmul Hossain Shanto. Haque erzielte 47 Runs und als Jaker Ali aufs Feld kam, endete der Tag beim Stand von 194/4. Am vierten Spieltag schied Shanto nach einem Fifty über 60 Runs aus und nachdem Mehidy Hasan Miraz 11 und Hasan Mahmud 12 Runs beisteuerten, verlor Ali das letzte Wicket des Innings nach einem Fifty über 58 Runs. Damit setzten sie Simbabwe eine Vorgabe von 174 Runs. bester simbabwischer Bowler war Blessing Muzarabani mit 6 Wickets für 72 Runs. Für Simbabwe begannen Brian Bennett und Ben Curran das zweite Innings. Curran erreichte 44 Runs und der hineinkommende Nick Welch 10 Runs. Bennett schied nach einem Fifty über 54 Runs aus, bevor Craig Ervine und Wessly Madhevere eine weitere Partnerschaft formten. Ervine erzielte 10 Runs und nachdem Wellington Masakadza 12 Runs beisteuerte, konnte Madhevere die Vorgabe nach 19* Runs einholen. Bester bangladeschischer Bowler war Mehidy Hasan Miraz mit 5 Wickets für 50 Runs. Als Spieler des Spiels wurde Blessing Muzarabani ausgezeichnet.

### Zweiter Test in Chittagong
| 28. – 30. April Scorecard | Chittagong | Simbabwe 227 (90.1) & 111 (46.2)                   | – | Bangladesch 444 (129.2) |
|                           |            | Bangladesch gewinnt mit einem Innings und 106 Runs |   |                         |

Simbabwe gewann den Münzwurf und entschied sich als Schlagmannschaft zu beginnen. Für sie bildeten die Eröffnungs-Batter Brian Bennett und Ben Curran eine Partnerschaft. Bennett gelangen 21 Runs, woraufhin Nick Welch aufs Feld kam. Curran erzielte ebenfalls 21 Runs und wurde durch Sean Williams ersetzt. Welch musste verletzt pausieren, woraufhin Williams nach einem Fifty über 67 Runs ausschied. Wessly Madhevere und Tafadzwa Tsiga formten eine weitere Partnerschaft. Madhevere erreichte 15 Runs und nachdem Welch wieder ins Spiel kam und nach einem Fifty über 54 Runs ausschied, endete der Tag beim Stand von 227/9. Am zweiten Spieltag fiel das letzte Wicket des Innings als Tsiga 18* Runs erreicht hatte. Bester bangladeschischer Bowler war Taijul Islam mit 6 Wickets für 60 Runs. Für Bangladesch formten die Eröffnungs-Batter Shadman Islam und Anamul Haque eine Partnerschaft. Haque schied nach 39 Runs aus, woraufhin Mominul Haque 33 Runs erzielte und Islam sein Wicket nach einem Century über 120 Runs aus 181 Bällen verlor. Daraufhin bildeten Najmul Hossain Shanto und Mushfiqur Rahim eine weitere Partnerschaft. Shanto gelangen 23 Runs und als Mehidy Hasan Miraz ins Spiel kam, schied Rahim nach 40 Runs aus. Nachdem Taijul Islam aufs Feld gekommen war, endete der Tag beim Stand von 291/7. Am dritten Spieltag schied Islam nach 20 Runs aus und der ihm folgende Tanzim Hasan Sakib nach 41 Runs. Miraz verlor das letzte Wicket des Innings nach einem Century über 104 Runs aus 162 Bällen und erhöhte den Vorsprung so auf 217 Runs. Bester simbabwischer Bowler war Vincent Masekesa mit 5 Wickets für 115 Runs. Für Simbabwe bildete Eröffnungs-Batter Ben Curran eine Partnerschaft zusammen mit dem fünften Schlagmann Craig Ervine. Ervine erreichte 25 Runs und der hineinkommende Wellington Masakadza konnte 10 Runs erzielen. Kurz darauf schied Curran nach 46 Runs aus und das Innings endete mit einer Innings-Niederlage für Simbabwe. Beste bangladeschsiche Bowler waren Mehidy Hasan Miraz mit 5 Wickets für 32 Runs und Taijul Islam mit 3 Wickets für 42 Runs. Als Spieler des Spiels wurde Mehidy Hasan Miraz ausgezeichnet.

## Auszeichnungen

### Player of the Series
Als Player of the Series wurden der folgende Spieler ausgezeichnet.
| Serie | Player of the Series |
| ----- | -------------------- |
| Test  | Mehidy Hasan Miraz   |

### Player of the Match
Als Player of the Match wurden die folgenden Spieler ausgezeichnet.
| Spiel   | Player of the Match |
| ------- | ------------------- |
| 1. Test | Blessing Muzarabani |
| 2. Test | Mehidy Hasan Miraz  |